# Marcelo Nascimento da Costa
Marcelo Nascimento da Costa (Bulgaars: Марсело Насименто да Коща) (Manacapuru, 24 augustus 1984) is een Braziliaans voormalig voetballer die onder de voetbalnaam Marcelinho als aanvallende middenvelder speelde. In 2013 verkreeg hij tevens een Bulgaars paspoort en hij debuteerde in 2016 voor het Bulgaars voetbalelftal.
Marcelinho speelde lang voor kleinere clubs in Brazilië en speelde kort in de Verenigde Arabische Emiraten voor Al-Nasr SC. In 2011 ging hij in Bulgarije voor PFK Ludogorets waar hij een veelscorende middenvelder werd. Met die club werd hij negenmaal landskampioen, won hij tweemaal de Bulgaarse beker en viermaal de supercup. In 2020 keerde hij terug naar Brazilië waar hij begin 2022 zijn loopbaan beëindigde.

## Erelijst
- 9x Parva Liga: 2012, 2013, 2014, 2015, 2016, 2017, 2018, 2019, 2020
- 2x Bulgaarse voetbalbeker: 2012, 2014
- 4x Bulgaarse supercup: 2012, 2014, 2018, 2019